# Powiat mościski (Galicja)
Powiat mościski (niem. Bezirk Mościska) – dawny powiat kraju koronnego Królestwa Galicji i Lodomerii, istniejący w latach 1867(1850)–1918.
Siedzibą c.k. starostwa były Mościska. Powierzchnia powiatu w 1879 roku wynosiła 7,9357 miriametrów kw. (793,57 km²), a ludność 60 569 osób. Powiat liczył 76 osad, zorganizowanych w 73 gminy katastralne.
Na terenie powiatu działały 2 sądy powiatowe – w Mościskach i Sądowej Wiszni.

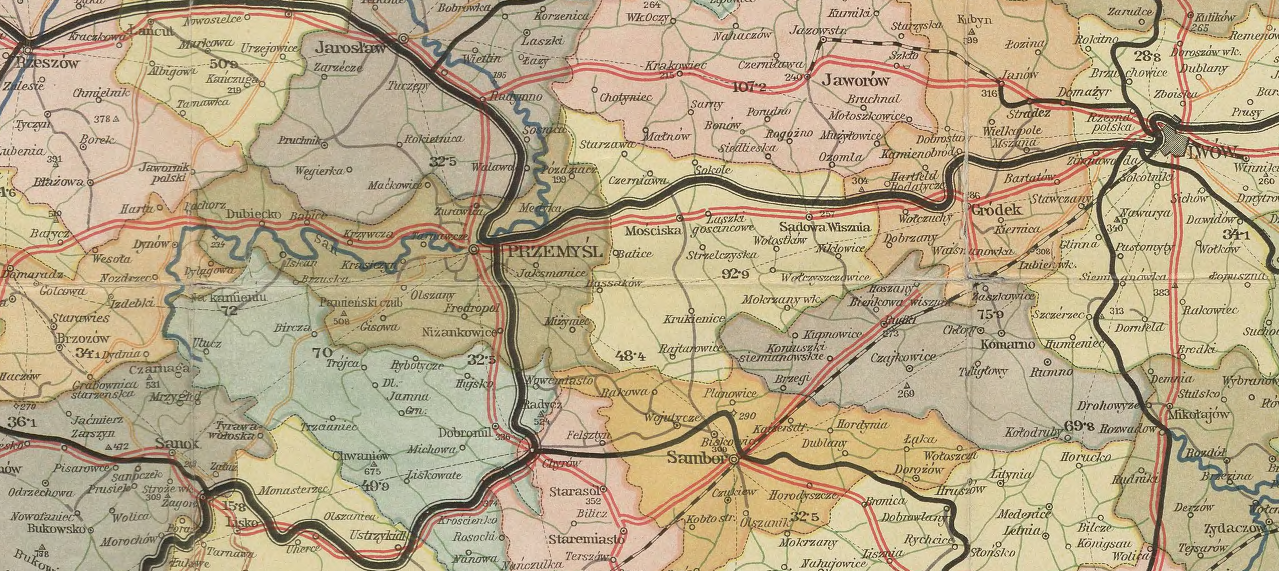
Powiat mościski - dawny powiat kraju koronnego Królestwo Galicji i Lodomerii

## Starostowie powiatu
- Franz Chlebik (ok. 1856–1862)
- Julian Zgórski (1870)
- Wilhelm Salomon Friedberg (ok. 1875)
- Benedykt Biernacki (1876[2]–1879)[3]
- Ferdinand Bissacchini (1882)
- Eugeniusz Beneszek (ok. 1884) Członek honorowy stowarzyszenia nauczycielskiego w Krakowie.
- Antoni Punicki (ok. 1890–1892)
- Zygmunt Pietruski (ok. 1900)
- Eugeniusz Swoboda (ok. 1906)
- Tadeusz Gawroński (m.in. 1914)[4]

## Komisarze rządowi
- Piotr Majewski (1870)
- Norbert Lorsch (1875[5])
- Seweryn Bańkowski (1879)
- Henryk Macharski (1882)
- Mikołaj Pokiński (1890)